# Benamejí
Benamejí település Spanyolországban, Córdoba tartományban. Benamejí Palenciana, Lucena, Encinas Reales, Cuevas Bajas, Antequera és Alameda községekkel határos. Lakosainak száma 4910 fő (2024).

## Népesség
A település népessége az elmúlt években az alábbi módon változott:
| Lakosok száma | 4800 | 4897 | 5072 | 5146 | 5155 | 5123 | 5035 | 4966 | 4982 | 4910 |
|               | 2001 | 2004 | 2006 | 2009 | 2011 | 2014 | 2016 | 2019 | 2021 | 2024 |